# Skała (gmina)
Skała est une gmina mixte du powiat de Cracovie, Petite-Pologne, dans le sud de Pologne. Son siège est la ville de Skała, qui se situe environ 20 km au nord de la capitale régionale Cracovie.
La gmina couvre une superficie de 74,3 km2 pour une population de 9 635 habitants.

## Géographie
Outre la ville de Skała, la gmina inclut les villages de Barbarka, Cianowice Duże, Cianowice Małe, Gołyszyn, Maszyce, Minoga, Niebyła, Nowa Wieś, Ojców, Poręba Laskowska, Przybysławice, Rzeplin, Smardzowice, Sobiesęki, Stoki, Świńczów, Szczodrkowice et Zamłynie.
La gmina borde les gminy de Gołcza, Iwanowice, Jerzmanowice-Przeginia, Sułoszowa, Trzyciąż, Wielka Wieś et Zielonki.